# Andries de Swarte
Andries de Swarte (Amsterdam, 15 april 1903 – Sobibór, 9 juli 1943) was een Nederlands cellist.
Hij was zoon van Vrouwtje van der Bokke en Meijer de Swarte. Hijzelf was sinds 1934 getrouwd met pianiste Marianne de Leeuwe 1907-1943), dochter van een pianoleraar. Voorafgaand aan het huwelijk gaven ze samen recitals. Ze kregen een zoon en dochter. Het gehele gezin werd in 1943 omgebracht in Sobibór. Alle vier de namen worden vermeld in het Holocaust Namenmonument in Amsterdam.
In de jaren twintig en dertig was hij regelmatig te beluisteren tijdens kamermuziekconcerten in en om Arnhem, met name in Kol Nidrei van Max Bruch en het Celloconcert van Antonín Dvořák. Hij trad in die stad ook wel op als solist met de Arnhemsch Orkest Vereeniging, waarvan hij tussen 1929 en 1941 tweede solocellist was. Vanaf 1939 was hij lid van het tweede regiment wielrijders. Zijn dienstverband bij het orkest eindigde in de periode van arisering onder het bewind van de Duitse bezetter. Het AOV probeerde hem nog te behouden, maar De Swarte werd toch genoodzaakt te gaan spelen in het Joodse Symfonieorkest van Van Leer, dat in 1942 haar eind vond vanwege te weinig musici.